# タトラKT4TMR
タトラKT4TMRは、エストニアのタリン市電で使用されている路面電車車両の1形式。かつてチェコスロバキア（現：チェコ）に存在したČKDタトラが製造したタトラKT4を改造した形式である。

## 概要・運用
エストニアの首都・タリンを走るタリン市電が2018年に開業130周年を迎えるのに合わせ、2車体連接車のタトラKT4のうち6両に対し、15年間の延命も兼ねた近代化工事を実施した車両。種車からは台枠や台車が流用され、車体や電気機器の多くは新規に製造されたものを用い、改造はチェコのイネコン・グループの指導の下、2016年から路面電車車両の近代化や保守事業に参入したGOグループの傘下企業であるÜhinenud Depoodによって行われた。
新造した車体は1940年代から60年代までタリン市電で使用されていた車両を基にしたレトロ調のデザインを用い、塗装も世界遺産に認定された地域を有するタリンの街との調和が図られている。車内についてもオーク材を用いたロングシートやランプを意識した機材や配色を取り入れたLED照明など旧型電車を意識した要素を盛り込む一方、通勤客をはじめとした一般利用客の利用し易さにも配慮した設計になっている。
主要機器や乗降扉はチェコ製の部品が用いられ、電気機器としてセゲレック（Cegelec）製のTVプログレス（TV Progress）を搭載する。
2017年から改造が行われ、試運転を実施した後、同年の10月10日から営業運転を開始した。合計6両が改造され、設計・改造費用の総額は4,452,000ユーロを記録した。これらの車両にはコンスタンティン・パッツを始めとしたエストニアを代表する政治家の名前が付けられている。
タリン市電では2020年代に最大28両の超低床電車を導入し、乗降扉付近にステップが存在する高床式車両を置き換える計画が存在するが、KT4TMRに更新された6両に関してはそれ以降も残存する予定となっている。

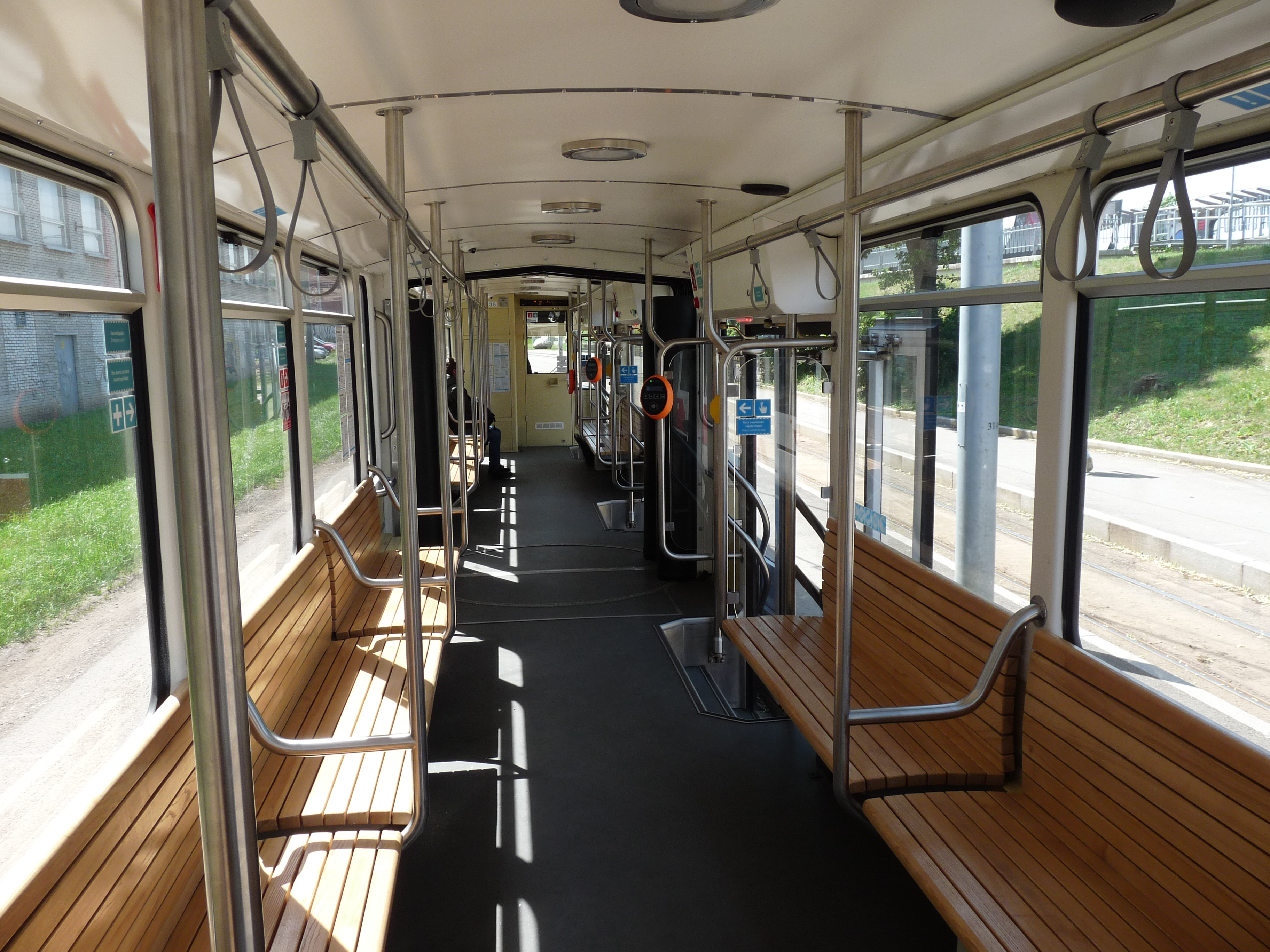
車内
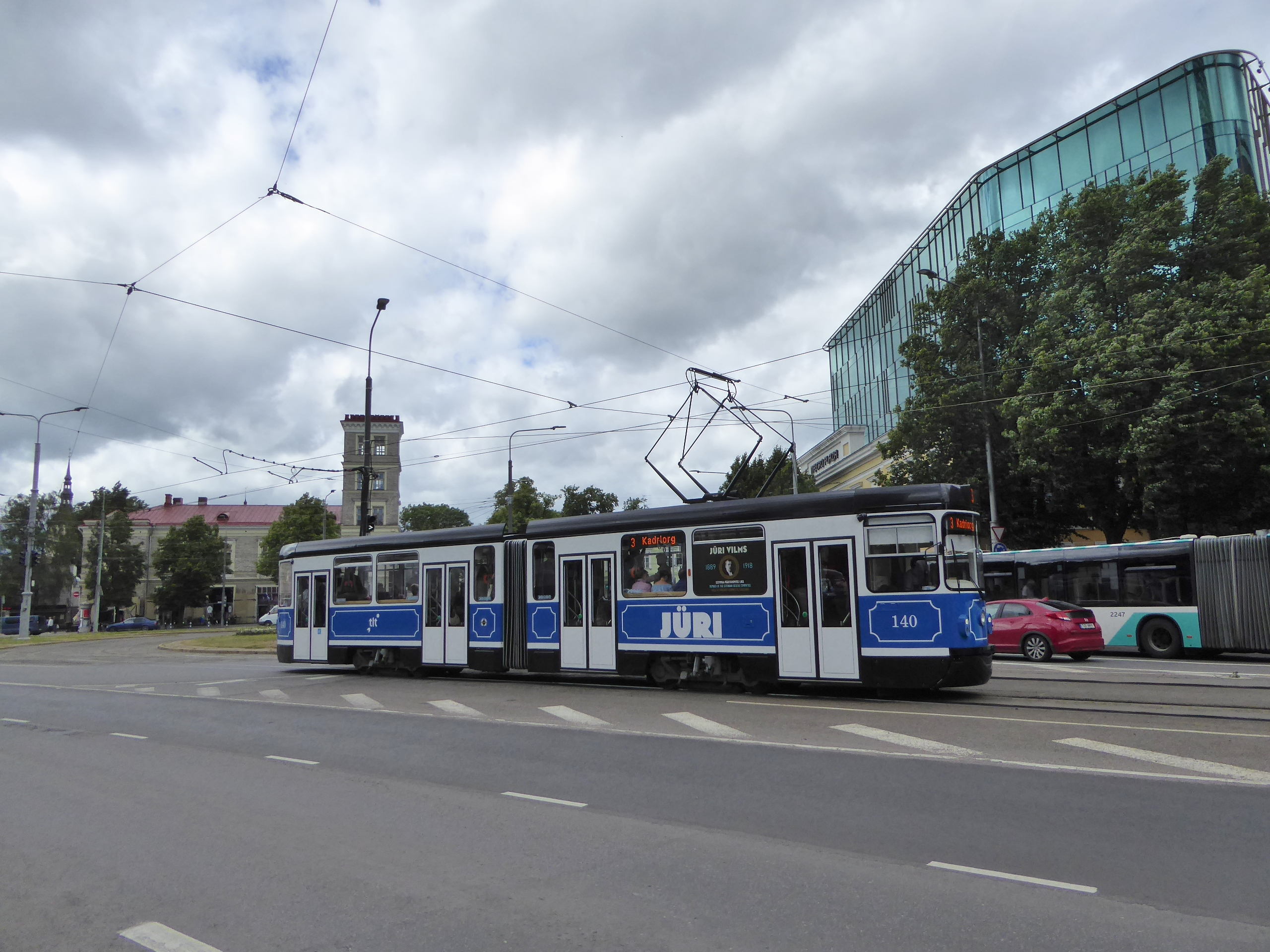
右側面
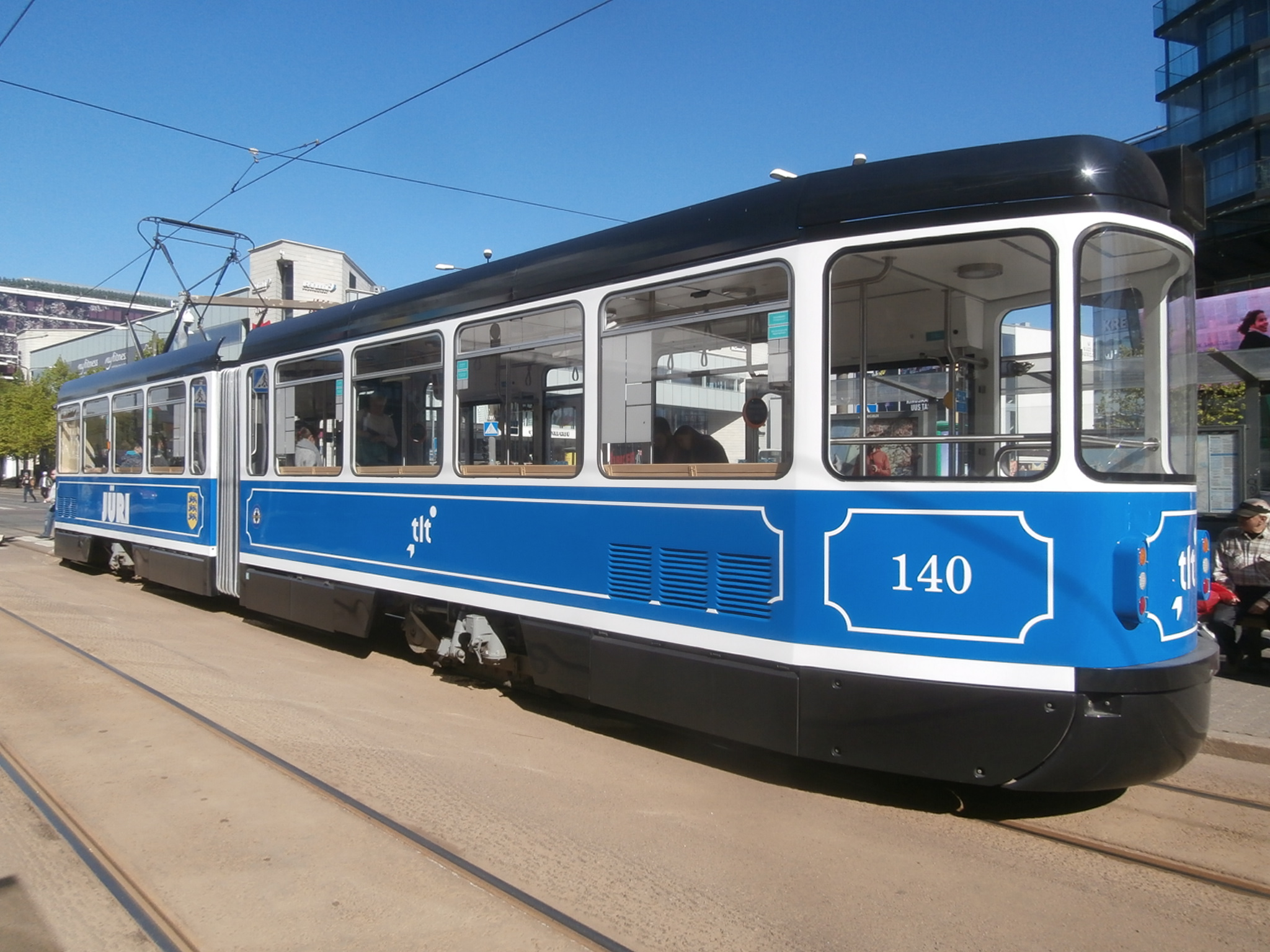
後方